# 泻利盐
泻利盐，又名七水鎂礬是一种常见的矿物，它属于不含异样正离子的水合硫酸盐。它的化学成分是七水硫酸镁。结晶时它呈斜方晶系，往往形成粒状或者皮状的晶体，很少也形成细小的针状或者纤维状的晶体。晶体的颜色是白色的，稍微带有黄色、绿色或者粉色。也有无色的泻利盐。

## 历史
早在1806年泻利盐就已经在出产于英国埃普瑟姆的矿泉水蒸发后的遗迹中被发现了。

## 产生和产地
泻利盐一般是通过亚硫酸铁氧化形成的。此外它还能够通过盐水湖的沉淀形成。它一般与矿盐一同出现。
产地包括意大利維蘇威火山火山上的气孔附近、美国的毕斯比、内华达州以及华盛顿州。

## 關聯礦物
七水鎂礬礦物群包含了碧鎳礬(Morenosite)(NiSO4·7H2O)和皓礬(Goslarite)(ZnSO4·7H2O)之間的固溶體
水鎂礬(Kieserite)(MgSO4·H2O)為含水較少的硫酸鎂

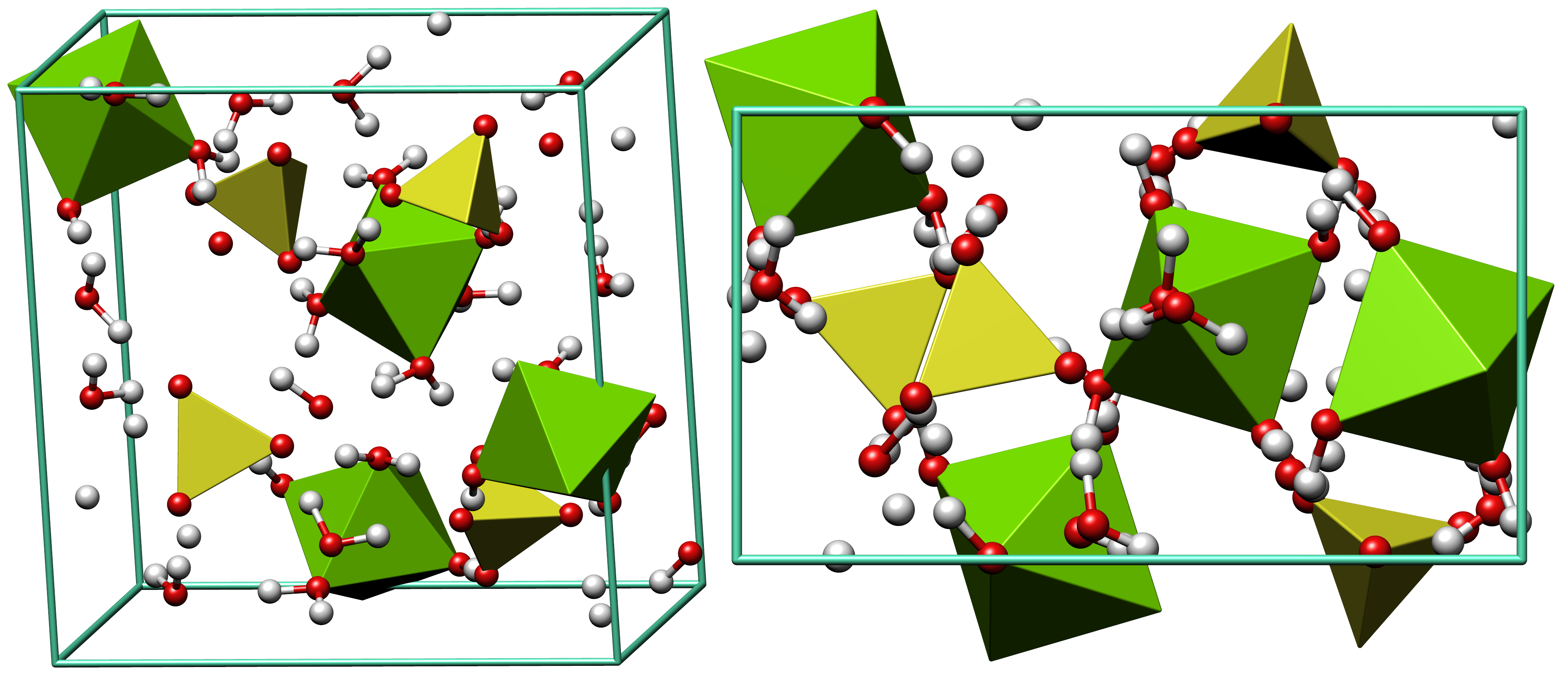
七水鎂礬之晶體結構